# Stunden har kommit, din stund inför Gud
Stunden har kommit, din stund inför Gud är en sång med text av Flora Larsson översatt till svenska av Ingegärd Wickberg och tonsatt av John Larsson.

## Publicerad i
- Frälsningsarméns sångbok 1990 som nr 367 under rubriken "Frälsning".